# 日月潭龍鳳宮

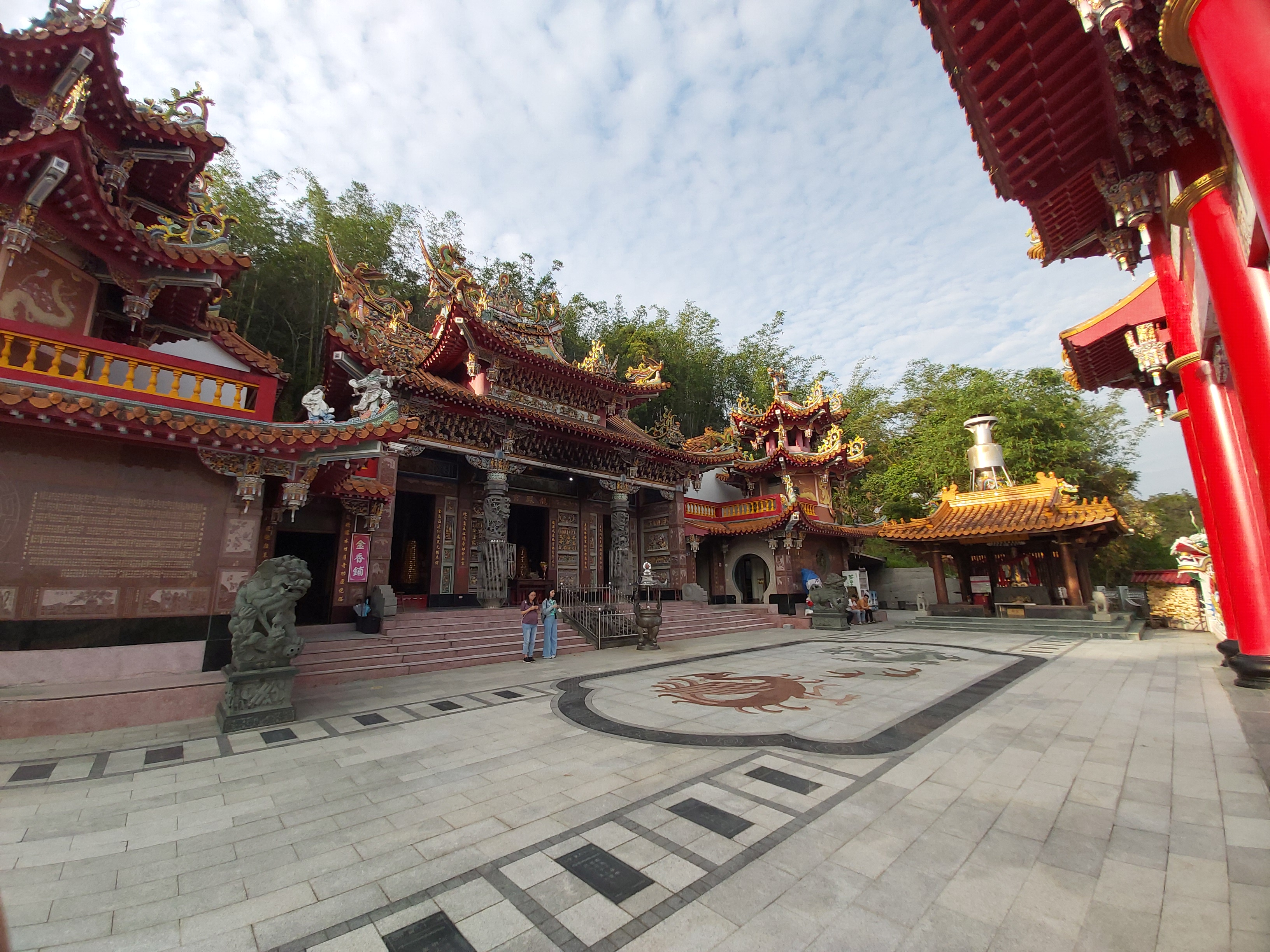
日月潭龍鳳宮

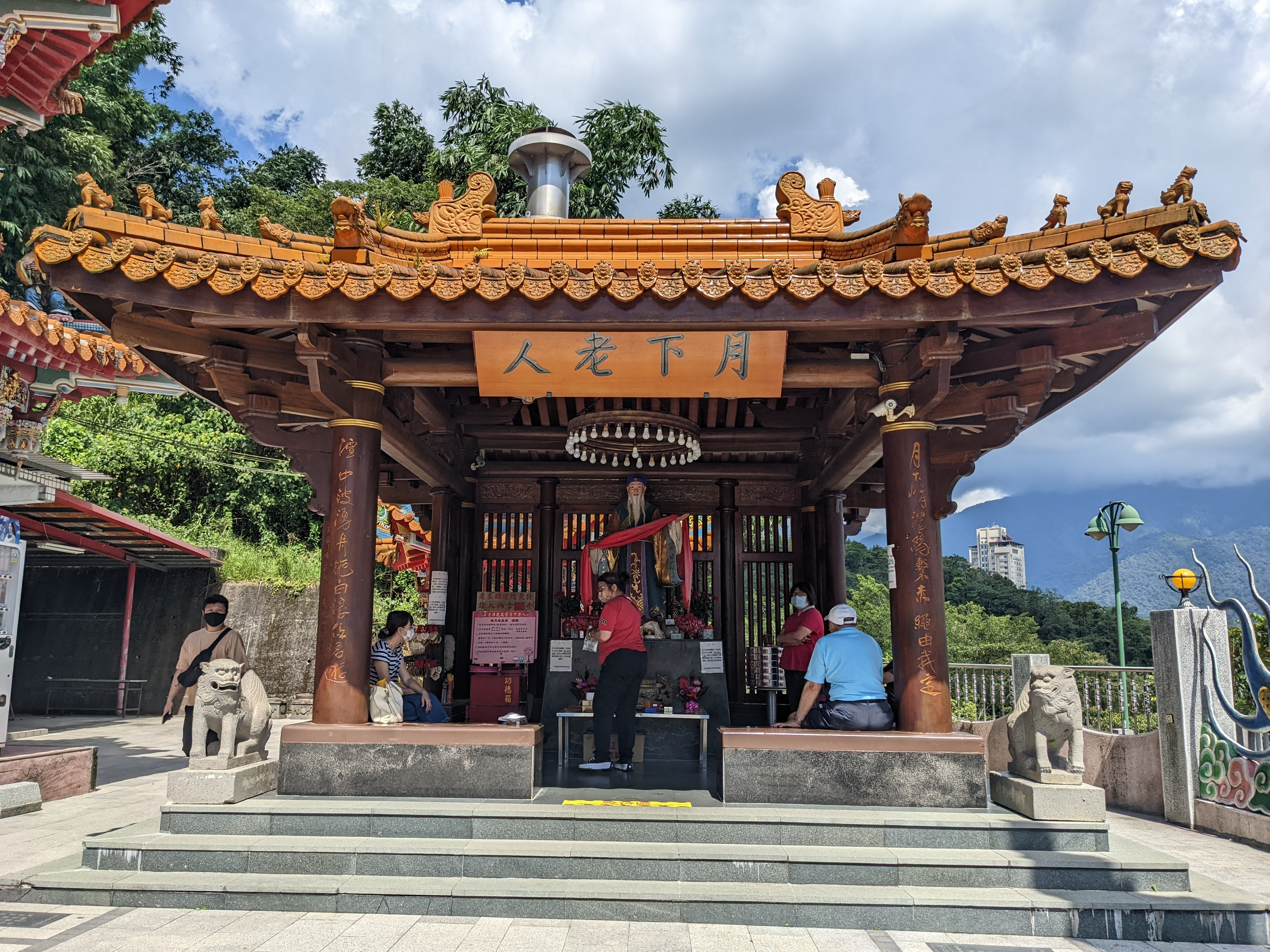
月下老人祠

日月潭龍鳳宮，是台灣南投縣日月潭國家風景區內一間近百年歷史的寺廟，主祀慚愧祖師、北極玄天上帝、天上聖母，為當地居民的信仰中心之一，該廟之月下老人祠亦為日月潭風景區的著名景點。

## 特色
該廟採用龍鳳造型的立體浮雕，與一般彩繪門神的廟宇不同。此外，原拉魯島上的月下老人祠遷移至廟門左側，成為龍鳳宮另一個熱門景點。

## 沿革
昭和9年（西元1934年）：
日月潭興建水力發電工程，龍鳳宮從水社舊址遷移到日月潭北岸現址。
民國67年（西元1978年）：
南投縣縣政顧問黃大受教授對南投縣政府提出建議，模仿西湖建立月下老人祠，以發展日月潭觀光。
民國69年（西元1980年）：
適逢南投縣建縣30周年紀念，縣政府於拉魯島設立月下老人像，成為台灣第一座主祀月老的廟宇。10月21日揭幕時並舉行水上集團婚禮活動，由30對佳偶共乘「喜船」登島，在月下老人亭集體結婚。此後縣政府幾乎每年辦理此活動，吸引眾多情侶，電視節目也紛紛前來取景，使日月潭月下老人成為遊客乘船遊湖必往之地。
民國88年（西元1999年）：
921大地震震毀月下老人亭，規劃重建時日月潭邵族族人爭取恢復祖靈地，故日月潭國家風景區管理處於2000年底將神像遷至龍鳳宮，另建亭祠供奉原拉魯島月下老人。遷移後由於日月潭本為觀光勝地、月下老人亭亦有一定知名度，再加上臺灣月老信仰自民國80年代（1990年代）蓬勃發展，遂使龍鳳宮的月下老人祠成為中臺灣月下老人信仰重地，除原有廟務人員外更須增聘專職解籤員。

## 交通

### 自駕
- 國道3號名間交流道下左轉→彰南路→彰集路→員集路→磨坑巷→省道右轉→中山路一段直走→中山路右轉→頂崁巷左轉→集里路→省道→中山路右轉→中山路270巷→龍鳳宮[5]
- 國道3號草屯交流道→草屯→台14線→埔里→台21甲→日月潭風景區→中山路右轉→中山路270巷→日月潭龍鳳宮[6]

### 乘坐公車-南投客運
- 台中干城站出發: 6670台中-日月潭，約30分鐘一班車，車程時間約80分鐘。
- 埔里轉運站出發: 6668埔里-日月潭-頭社，約20~60分鐘一班車，車程時間約30分鐘。
- 抵達日月潭之後，可轉乘6671日月潭-車埕、6801日月潭-溪頭班車，到"龍鳳宮"站牌下車。[7]

### 地址
南投縣魚池鄉水社村中山路292號

## 圖輯

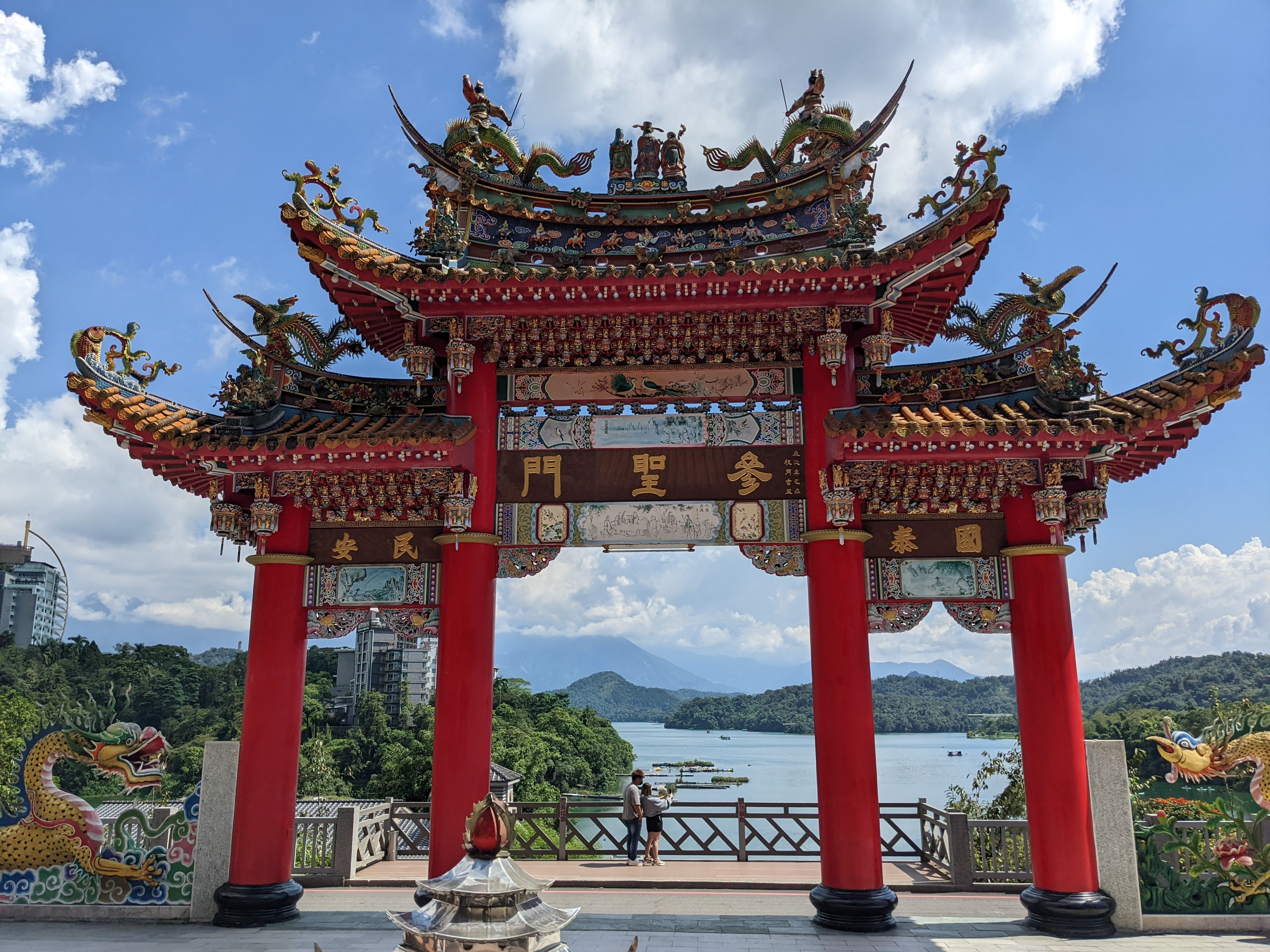
參聖門牌樓與湖景
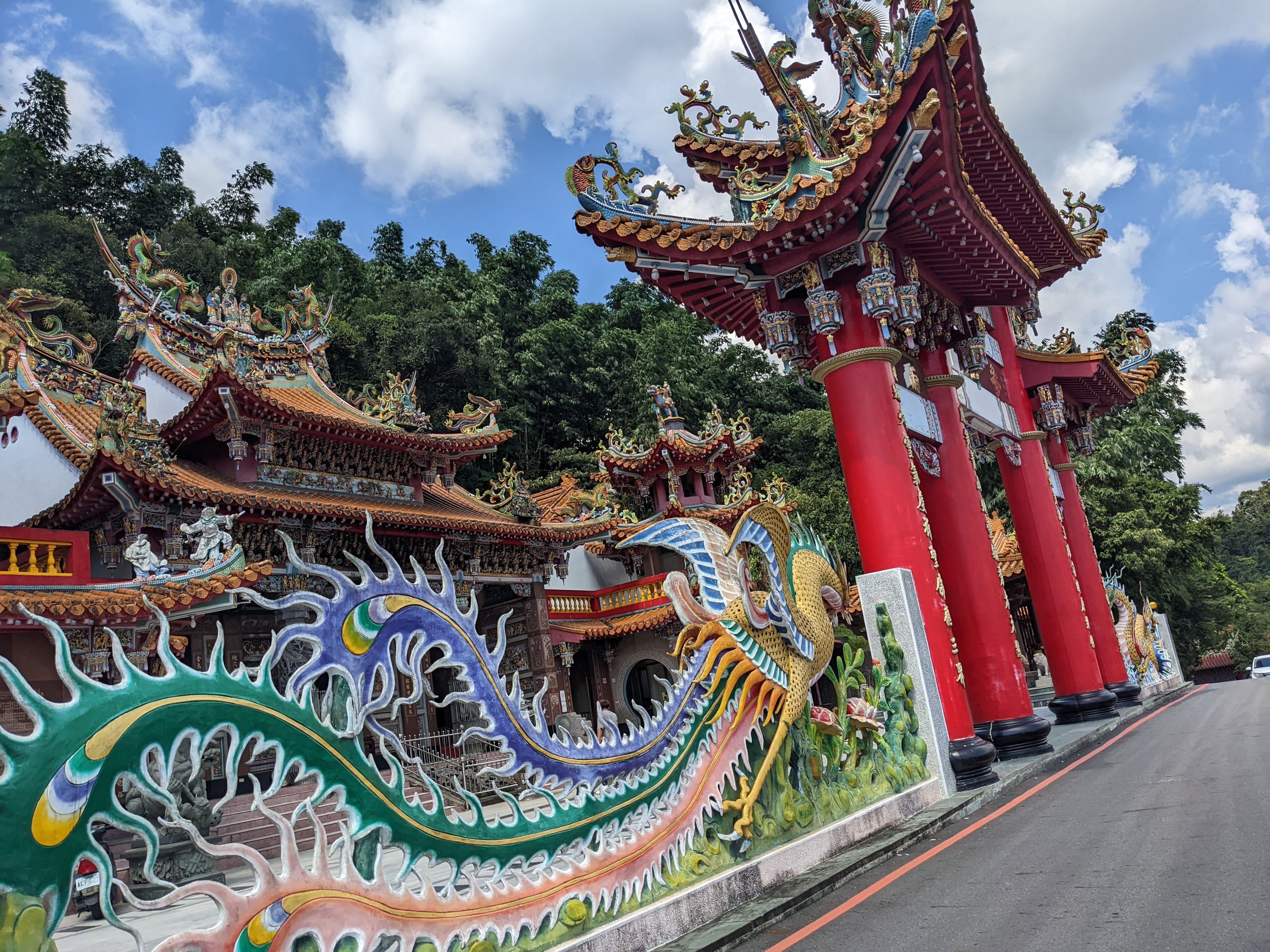
龍鳳雕塑
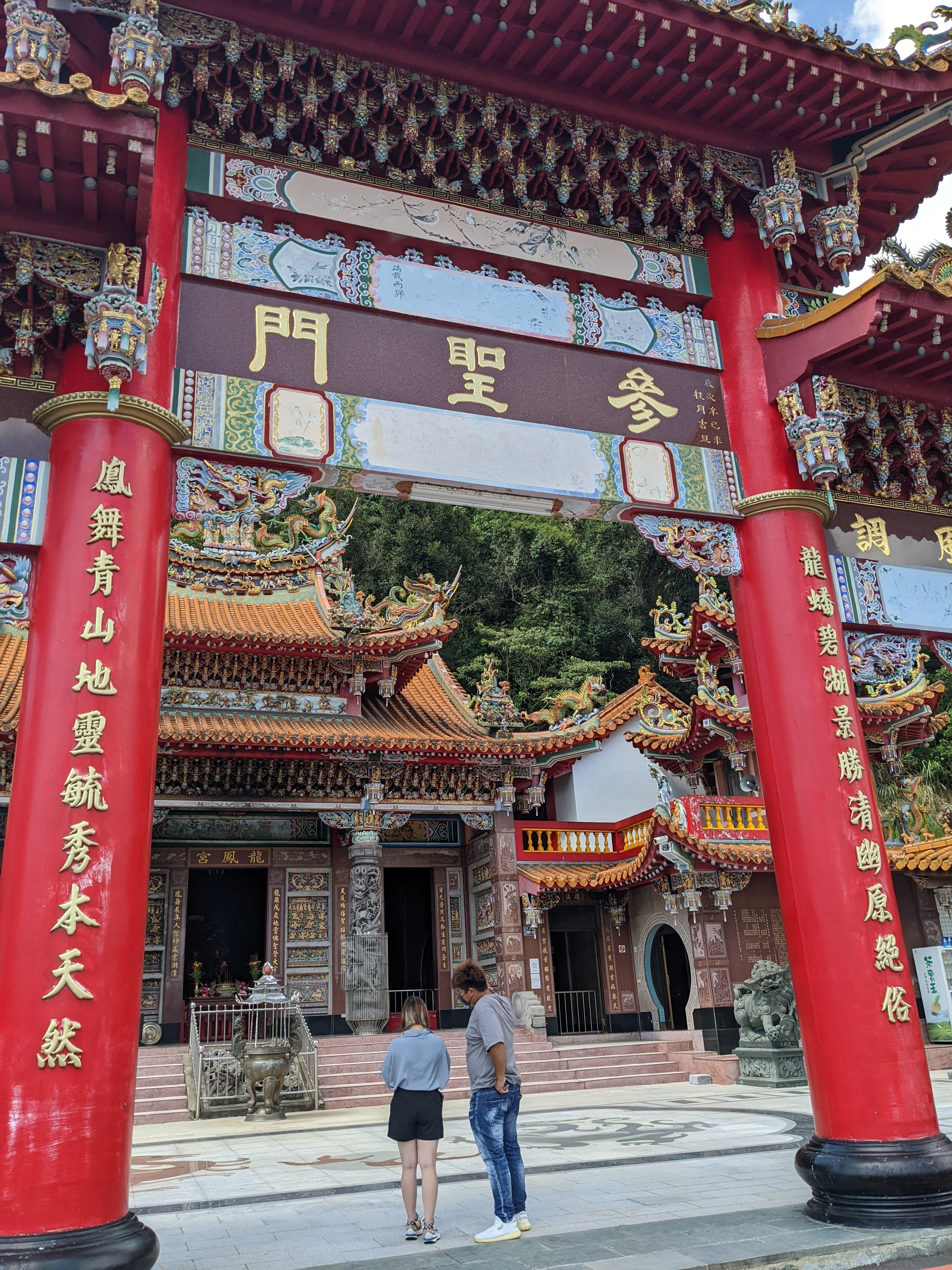
參聖門與廟宇
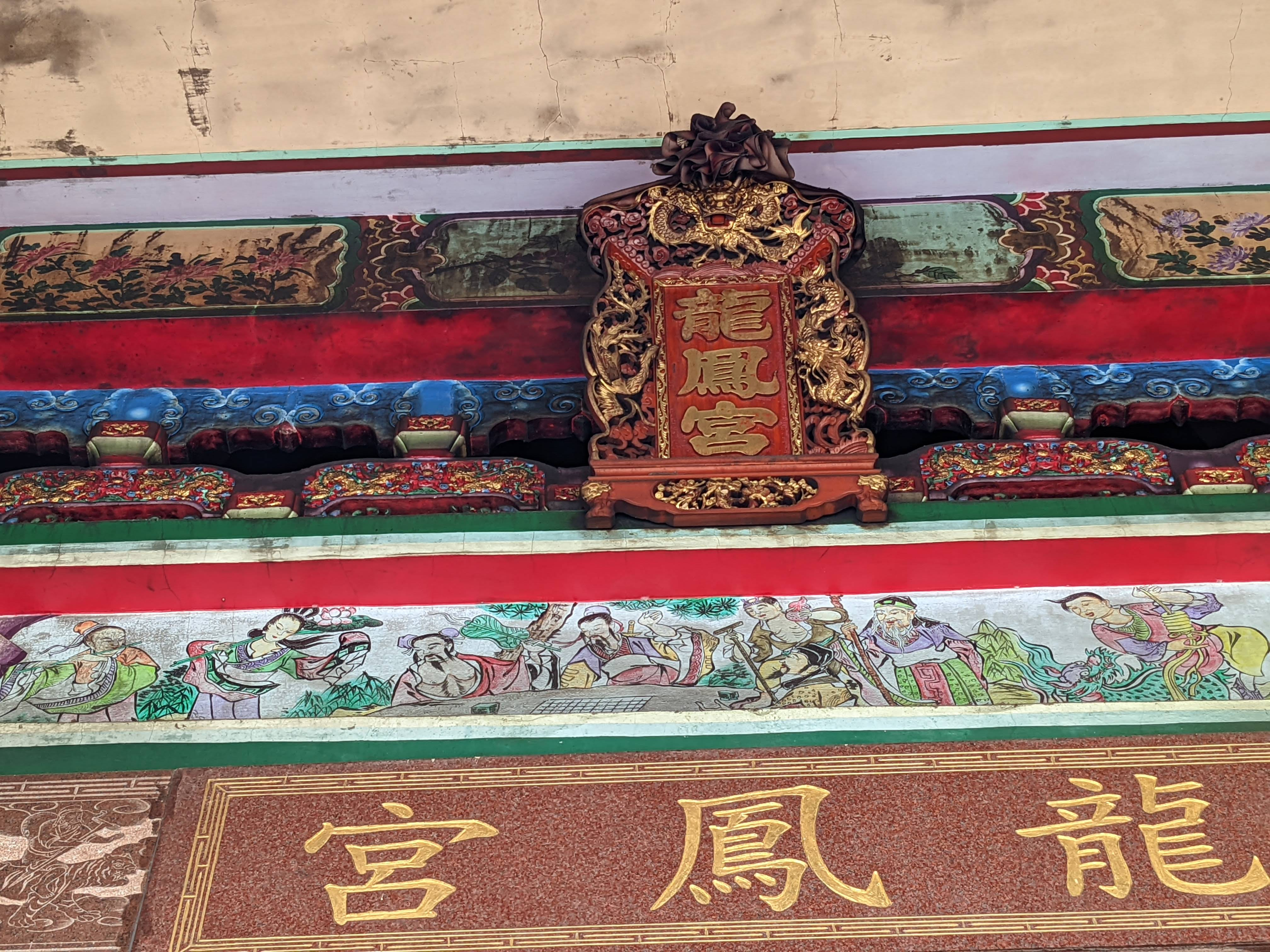
聖旨牌
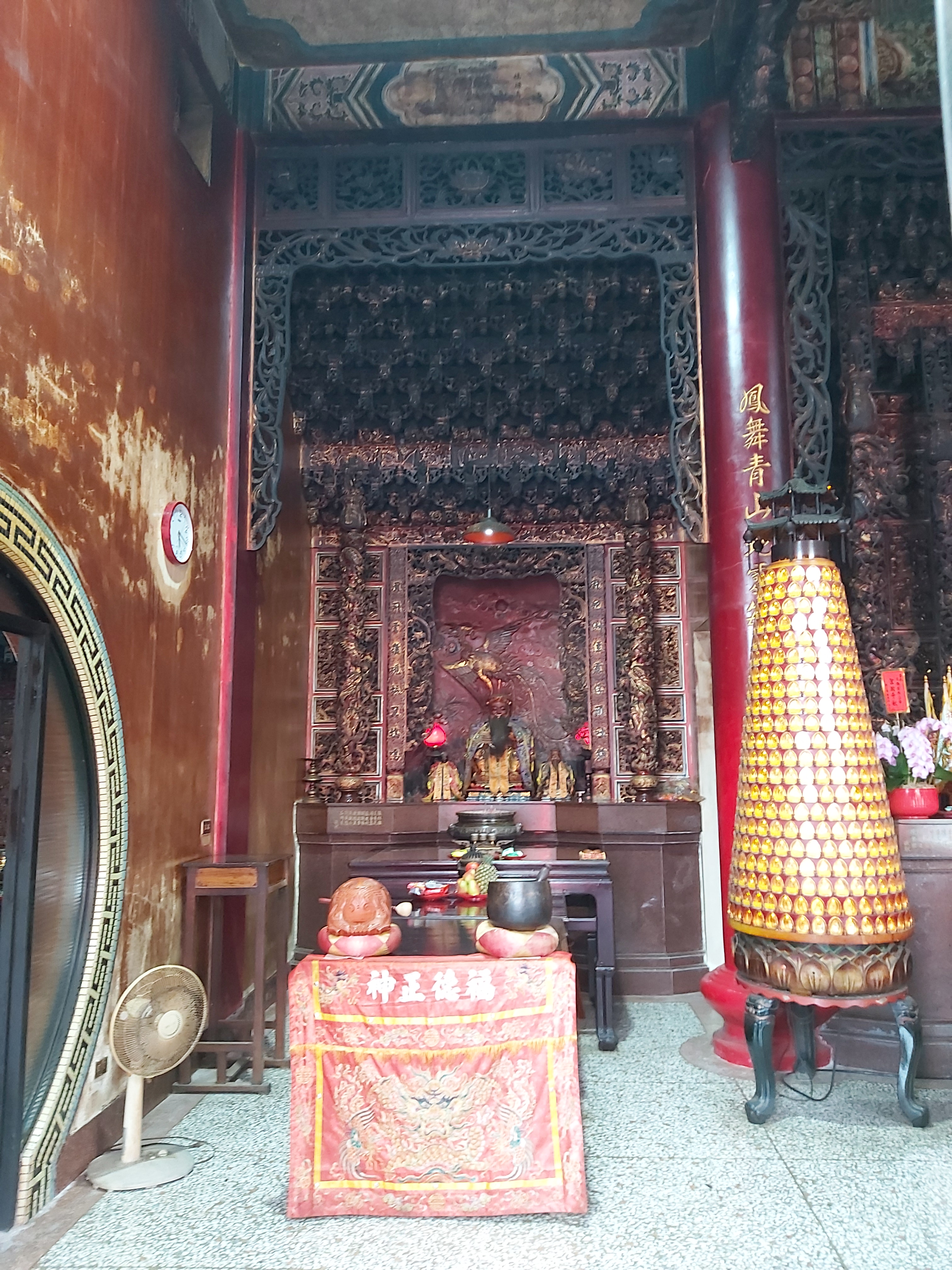
福德正神
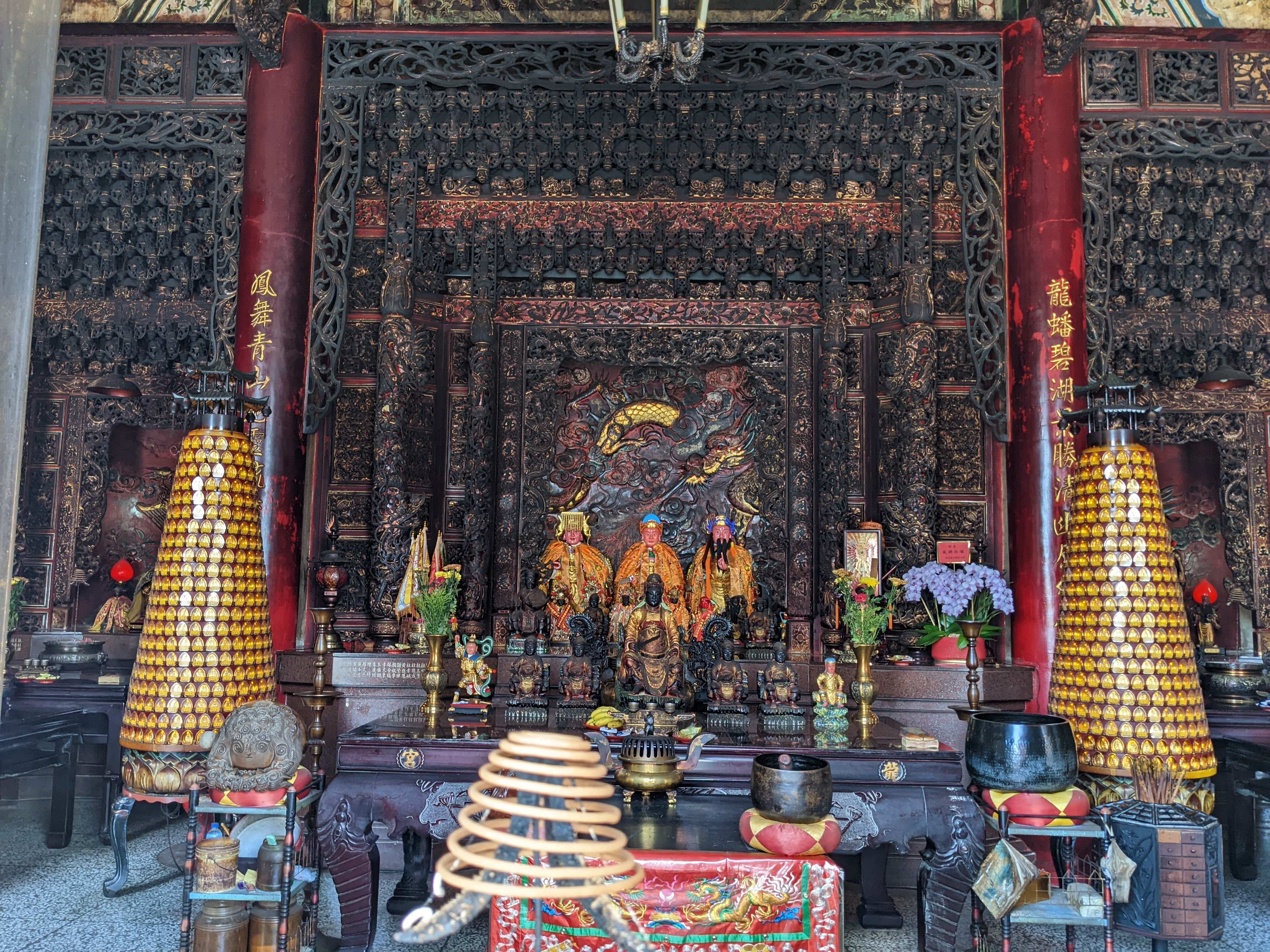
正殿神龕
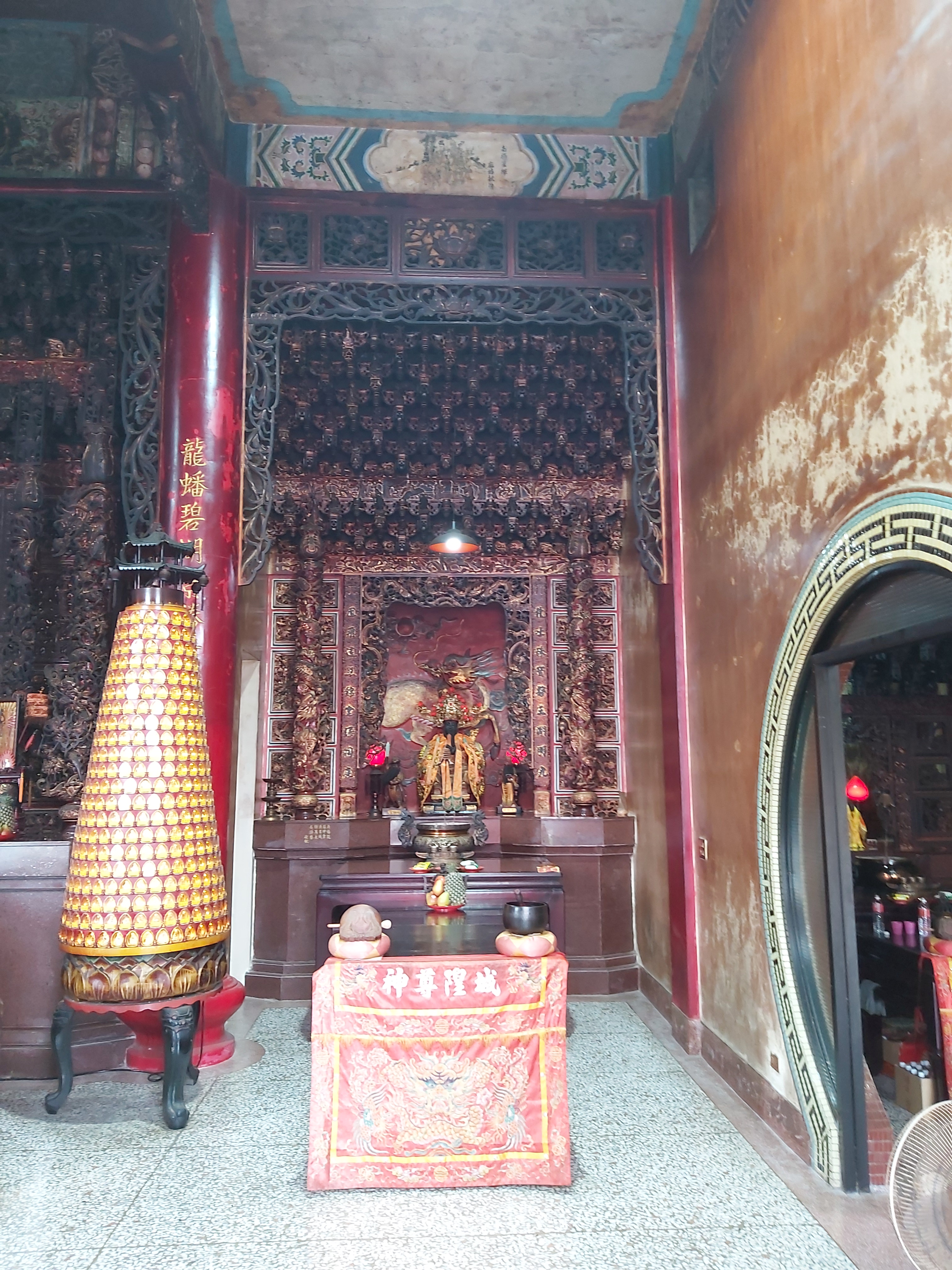
城隍尊神
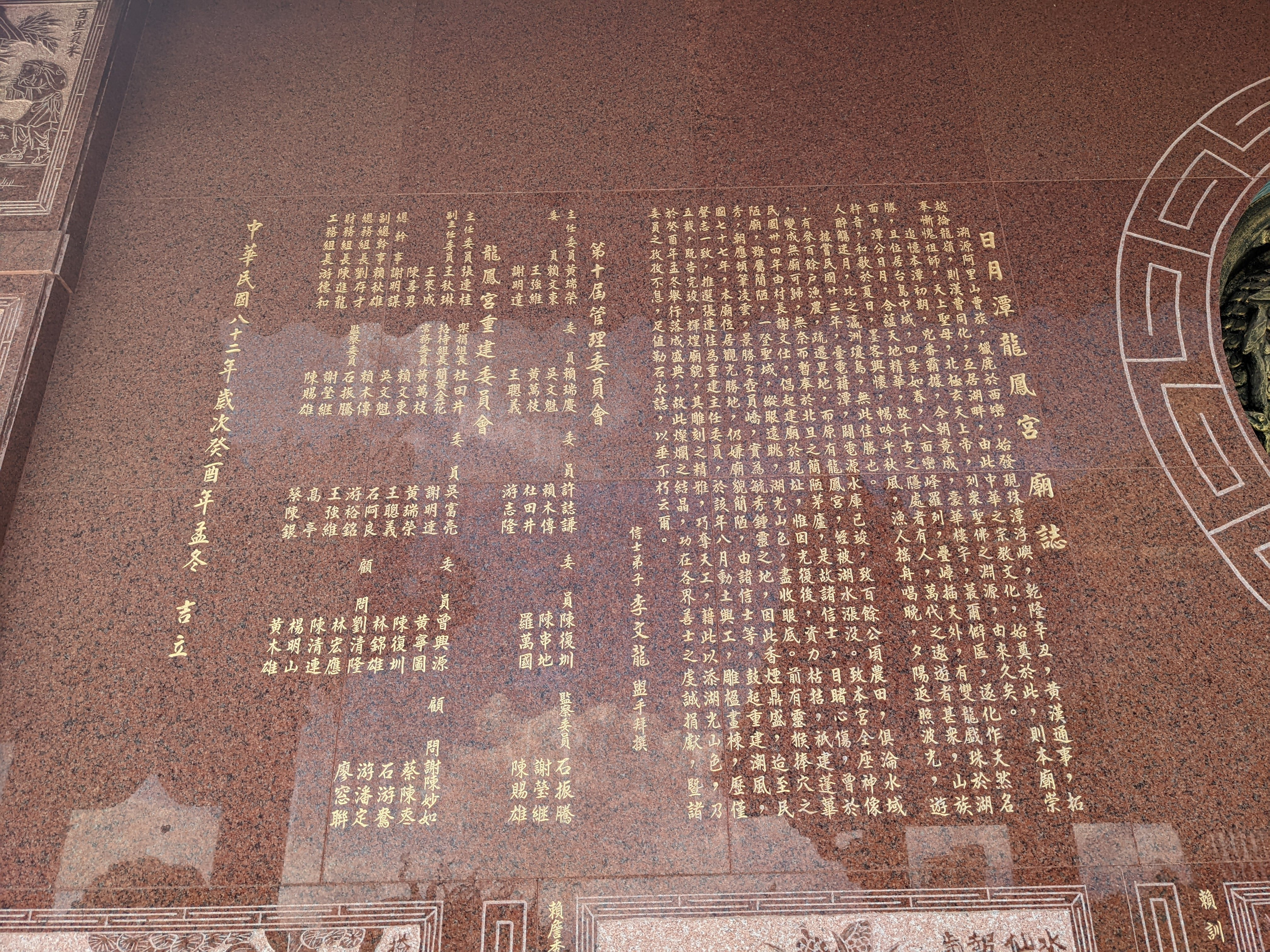
碑文沿革

## 外部連結
- 單身族必去景點 日月潭月老廟超靈驗 （页面存档备份，存于）
- 求姻緣 日月潭龍鳳宮湧人潮 （页面存档备份，存于）
- 終結單身小旅行！南投日月潭必拜這間月老廟 （页面存档备份，存于）
- 龍鳳宮(月下老人廟) - 美美網
- 情人禁拜月老？求姻緣勝地日月潭龍鳳宮這麼說 （页面存档备份，存于）